# La Nuit des magiciens
La Nuit des magiciens est un jeu de société créé par Kirsten Becker et Jens-Peter Schliemann en 2005 et édité par Drei Magier Spiele.
Conçu pour 2 à 4 joueurs, on peut y jouer à partir de 6 ans pour environ 20 minutes.

## Principe général
Les joueurs doivent pousser un ensemble de jetons en bois posés sur un plateau surélevé à l'aide de leur pion magicien. Ils doivent tenter d'amener un de leurs pions « Chaudron » sur la position centrale sans faire chuter de jetons du plateau. Certains pions sont phosphorescents, ce qui permet de jouer dans le noir total.

## Récompenses
- As d'or Jeu de l'année Enfants 2007
- Essener Feder  2006
- Deutscher Spiele Preis  Jeu enfants 2006